# Пожня (Тверская область)
По́жня — деревня в Торопецком районе Тверской области. Административный центр Пожинского сельского поселения.

## География
Расположена в 22 километрах к северо-западу от районного центра Торопец, на реке Оке, притоке Куньи.
Климат
Деревня, как и весь район, относится к умеренному поясу северного полушария и находится в области переходного климата от океанического к материковому. Лето с температурным режимом +15…+20 °С (днём +20…+25 °С), зима умеренно-морозная −10…−15 °С; при вторжении арктических воздушных масс до −30…-40 °С.
Среднегодовая скорость ветра 3,5—4,2 метра в секунду.

## Улицы
Уличная сеть деревни представлена восемью (8) улицами:
- ул. Гавриленко
- ул. Октябрьская
- ул. Комсомольская
- ул. Партизанская
- ул. Лесная
- ул. Речная
- ул. Советская
- ул. Первомайская

Главные улицы — Советская и Гавриленко.

## Транспорт
Находится на автодороге «Торопец — Плоскошь», от которой здесь отходит дорога «Пожня — Наговье — Бологово».
Расстояние по автодорогам:
- До Торопца — 23 км:
- До Плоскоши — 20 км;
- До Наговья — 26 км.

## Население
| 2010 |
| ---- |
| 330  |

Население по переписи 2002 года — 418 человека, 184 мужчины, 234 женщины.

## История
В 1714 году в селе Пожня была построена каменная трёхпрестольная церковь Казанской Иконы Божией Матери. В настоящее время не сохранилась.

В Списке населенных мест Псковской губернии в Торопецком уезде на почтовом тракте «Торопец — Холм» значится сельцо Пожни (2 двора, 12 жителей) с почтовой станцией и погост Пожни (или Богородицкое; 4 двора, 10 жителей), здесь православная церковь, лавка, винокуренный завод, водяная мельница на Оке.
- Пожня. Казанская церковь. Фотографии 1915 года.

В 1940 году село Пожня — центр Пожинского сельсовета Торопецкого района Калининской области. Во время Великой Отечественной войны Пожня была оккупирована в августе 1941 года, освобождена в январе 1942 года.
В 1970—1980-е годы деревня Пожня — центральная усадьба совхоза «Пожинский».
В 1997 году — 229 хозяйств, 520 жителей; администрация сельского округа, правление кооператива «Пожинский», межлесхоз, средняя школа, детсад, ДК, библиотека, музей партизанской славы, участковая больница, аптека, отделение связи, магазины.

## Достопримечательности
Музей партизанской славы открыт 7 мая 1977 года, филиал Тверского государственного объединённого музея.
С 5 сентября 1941 года до середины января 1942 года на территории Торопецкого района вели активную борьбу с оккупантами Торопецкий, Плоскошский, Сережинский партизанский отряды. После освобождения, 16 июля 1942 года при Военном Совете Калининского фронта был создан штаб партизанского движения (д. Шейно в 3 км от Пожни), который 6 сентября 1942 года был переименован в представительство Центрального Штаба партизанского движения при Военном Совете Калининского фронта. Здесь в 1942—1943 годах проходили подготовку, а затем забрасывались во вражеский тыл связные, диверсионные группы, партизанские отряды. Осуществлялось руководство боевой деятельностью партизанских отрядов и бригад на оккупированных территориях Калининской области (включая Великолукскую), Белоруссии и Латвии.
В экспозиции музея представлены фотографии, документы, оружие, личные вещи партизан, подпольные газеты, листовки, портативная типография и другое.

## Инфраструктура
- Администрация сельского поселения (ул. Советская, 56)[10].
- Магазины.
- Поженская средняя общеобразовательная школа (ул. Советская, 30). Основана в 1895 году[11].
- Отделение связи (почта)[4].
- Сельский дом культуры[12].
- Библиотека (ул. Гавриленко, 4) — филиал Торопецкой центральной[13].